# Guvernul Maia Sandu
Guvernul Maia Sandu a fost cabinetul de miniștri care a guvernat Republica Moldova între 8 iunie și 14 noiembrie 2019. Guvernul condus de doamna Maia Sandu a căzut în urma votării moțiunii de cenzură la data de 12 noiembrie 2019  de fracțiunile partidelor PSRM și PDM. Guvernul și-a exercitat atribuțiile până la data de 14 noiembrie 2019 când a fost învestit Guvernul Chicu.

## Istoric

### Context
Alegerile parlamentare din 24 februarie 2019 au produs un parlament din care fac parte Partidul Socialist din Moldova (din care provine președintele Igor Dodon, cu 35 de mandate), Partidul Democrat din Moldova (condus de V. Plahotniuc, 30 mandate), blocul ACUM (26 de mandate), Partidul „ȘOR” (7 mandate) și trei deputați independenți. Întrucât parlamentul nu reușise timp de aproape 90 de zile să formeze un nou guvern, pe 7 iunie președintele statului ar fi trebuit să dizolve parlamentul, urmând să aibă loc alegeri anticipate.
Partidul Acțiune și Solidaritate (condus de Maia Sandu și mebru al blocului ACUM, alături de Platforma Demnitate și Adevăr), a decis pe 5 iunie 2019 să voteze un președinte al parlamentului propus de PSRM, pentru a putea debloca activitatea parlamentului.  A doua zi, Platforma DA a anunțat susținerea deciziei PAS, cu condiția ca Maia Sandu să formeze un nou guvern și PSRM să achieseze la un număr de puncte, printre care demiterea directorului Serviciului de Informații și Securitate, directorului Centrului Național Anticorupție, revenirea la sistemul electoral proporțional și instituirea unei comisii parlamentare pentru elucidarea circumstanțelor evenimentelor din 7 aprilie 2009.
În data de 8 iunie 2019, 61 de deputați din Partidul Acțiune și Solidaritate, Partidul Platforma Demnitate și Adevăr și Partidul Socialiștilor din Republica Moldova au votat în mod unanim candidatul Maia Sandu la funcția de Prim-ministru al Republicii Moldova.
La 12 noiembrie 2019, a fost demis în cadrul ședinței Parlamentului, majoritatea voturilor a fost asigurată de fracțiunile PSRM și PDM. Înainte de vot, prim-ministra Maia Sandu a citit un raport privind activitatea Guvernului. Pentru moțiune au votat 63 de deputați.

## Componența cabinetului
| Minister                                                    | Nume                       | Portret                                                 | Partid       | În funcție din | Până la           |
| ----------------------------------------------------------- | -------------------------- | ------------------------------------------------------- | ------------ | -------------- | ----------------- |
| Prim-ministru                                               | Maia Sandu                 | Maia Sandu - MUS2559 (cropped)                          | PAS          | 8 iunie        | 14 noiembrie 2019 |
| Viceprim-miniștri                                           |                            |                                                         |              |                |                   |
| Ministru al Afacerilor Interne                              | Andrei Năstase             | Andrei Năstase in November 2017                         | PPDA         | 8 iunie        | 14 noiembrie 2019 |
| Viceprim-ministru pentru Reintegrare                        | Vasilii Șova               | Vasilii Șova (2014-02-20)                               | PSRM         | 8 iunie        | 14 noiembrie 2019 |
| Miniștri                                                    |                            |                                                         |              |                |                   |
| Ministru al Economiei și Infrastructurii                    | Vadim Brînzan              |                                                         | Independenți | 8 iunie        | 14 noiembrie 2019 |
| Ministru al Afacerilor Externe și Integrării Europene       | Nicu Popescu               | Rick Perry and Nicu Popescu in September 2019 (cropped) | Independenți | 8 iunie        | 14 noiembrie 2019 |
| Ministru al Apărării                                        | Pavel Voicu                | Voicu in August 2019                                    | Independenți | 8 iunie        | 14 noiembrie 2019 |
| Ministru al Justiției                                       | Stanislav Pavlovschi       |                                                         | PPDA         | 8 iunie        | 23 iunie 2019     |
| Ministru al Justiției                                       | Olesea Stamate             |                                                         | Independentă | 24 iunie       | 14 noiembrie 2019 |
| Ministru al Finanțelor                                      | Natalia Gavrilița          | Natalia Gavrilița - jun 2019                            | PAS          | 8 iunie        | 14 noiembrie 2019 |
| Ministru al Agriculturii, Dezvoltării Regionale și Mediului | Georgeta Mincu             |                                                         | Independentă | 8 iunie        | 14 noiembrie 2019 |
| Ministru al Educației, Culturii și Cercetării               | Liliana Nicolaescu-Onofrei | Liliana Nicolaescu-Onofrei in June 2019                 | PAS          | 8 iunie        | 14 noiembrie 2019 |
| Ministru al Sănătății, Muncii și Protecției Sociale         | Ala Nemerenco              |                                                         | Independentă | 8 iunie        | 14 noiembrie 2019 |
| Membru ex-officio                                           |                            |                                                         |              |                |                   |
| Guvernator (Bașcan) al UTA Găgăuzia                         | Irina Vlah                 | Влах Ірина                                              | Independentă | 8 iunie        | 14 noiembrie 2019 |